# Téléphone U43
Pour l’article homonyme, voir U43.

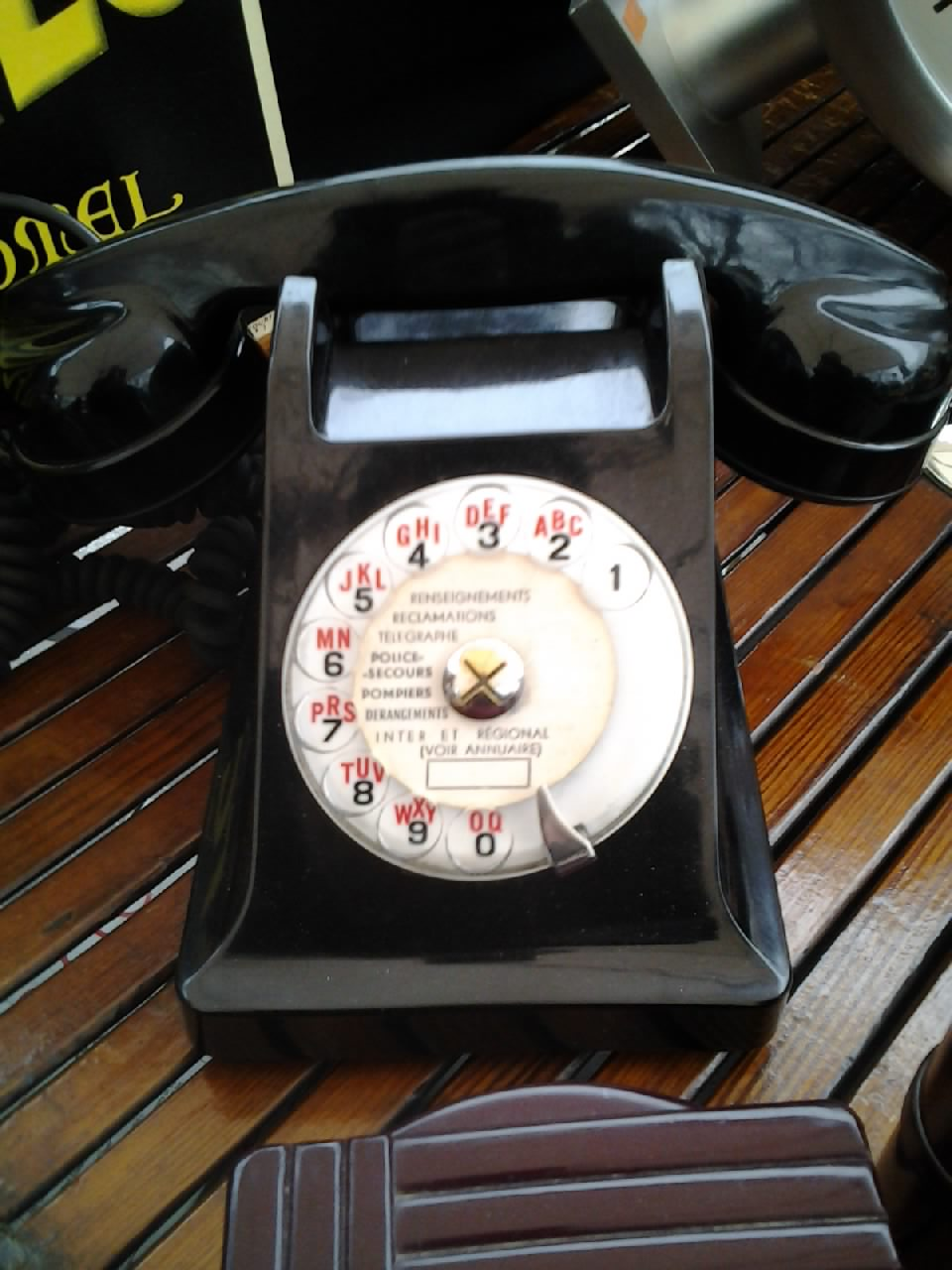
Téléphone U43

Le téléphone U43 (pour universel 43) est le vocable général correspondant à une série de postes téléphoniques fixes ou mobiles adoptés en 1943 par l'Administration française des PTT pour équiper son parc d'abonnés, et pour remplacer les postes PTT24.
Fournis sous le régime de la location-entretien, ils se composent d'une carcasse en bakélite noire contenant l'appareillage électro-mécanique principal, d'un combiné (écouteur-microphone) reposant sur des crochets-commutateurs et d'un écouteur supplémentaire. Dotés d'un système à ressort les ramenant en position haute (ligne décrochée), ces crochets-commutateurs réagissent en mettant en œuvre ou pas l'appareillage électromécanique principal selon la position décrochée ou raccrochée du combiné.
Les postes définis comme fixes sont ceux qui sont rendus solidaires de façon permanente (par visserie) à un support vertical comme un mur ou une cloison ; en position raccrochée, le combiné repose sur la partie supérieure de la carcasse alors que l'écouteur supplémentaire (doté d'un anneau) est soutenu par un crochet solidaire de la partie inférieure de ladite carcasse.
Les postes définis comme mobiles peuvent - dans la limite de la longueur du cordon de raccordement - être déplacés d'un support horizontal à un autre (bureau, table, console, etc.), être tenus à la main ou supportés du bout des doigts passés sous la barre métallique située au niveau des crochets commutateurs. Un support métallique placé à l'arrière de la carcasse est prévu pour recevoir l'écouteur supplémentaire quand celui-ci n'est pas utilisé. 
Le terme « Universel » a été retenu afin de souligner l'adaptabilité du poste U43 aux différents modes de fonctionnement du réseau téléphonique public de rattachement de l'abonné : manuel, semi-automatique (nécessitant l'intervention d'une ou plusieurs opératrices) ou entièrement automatique.
Quand le recours à une opératrice est nécessaire, on se trouve en présence d'appareils dits : 
- soit « à batterie locale (BL) » car l'énergie nécessaire pour l'alimentation électrique en courant continu permettant la conversation est fournie par un jeu de piles installé chez l'abonné ; un dispositif d'appel de l'opératrice via le levier-poussoir, communément appelé « magnéto », occupe la façade de la carcasse. Comme à partir des appareils « BL » des précédentes générations technologiques, on doit actionner le bouton-poussoir avant de décrocher le combiné.
- soit « à batterie centrale (BC) » car l'énergie nécessaire pour l'alimentation électrique en courant continu permettant la conversation est fournie au niveau du central téléphonique de rattachement ; le simple fait de décrocher le combiné alerte l'opératrice et l'invite à établir la communication désirée ; un « cache » circulaire occupe la façade de la carcasse.

Dans le cas où le réseau public local est automatisé, on utilise un appareil « à batterie centrale (BC) » ou « à batterie centrale intégrée (BCI) » équipé d'un cadran rotatif occupant la façade de la carcasse et permettant la numérotation du correspondant désiré (autre abonné « automatisé » ou services dits spéciaux : Police-secours, Pompiers, Opératrices de l'interurbain, Dérangements, etc.).
Ce poste Universel 1943 (U43), fabriqué en bakélite (plastique très dur), est prévu pour contribuer à la démocratisation du téléphone en France. Son ambitieux cahier des charges le veut :
- universel, pour être compatible avec les types de réseaux les plus courants (réseaux automatiques ou manuels) ;
- d'un coût de fabrication faible afin de répondre à une forte demande ;
- fabriqué à partir des matériaux disponibles en raison de la pénurie de métaux en période de guerre.

Le U43 est officiellement retenu en 1943 à l'issue d'un concours lancé par l'administration et remporté par la société Ericsson. Dans les toutes premières versions, le cadran utilisé est celui du modèle PTT24.
Le déploiement de ce type de matériel (toutes versions confondues) ne se produit réellement qu'après la Libération, tout en restant dans des volumes limités : du début au milieu des « Trente Glorieuses », le téléphone reste un service utilisé principalement par l'Administration, les Services publics, les grandes entreprises du commerce ou de l'industrie, certaines professions libérales (médecins, avocats, sages-femmes, etc.) ou des particuliers aisés. Le petit commerce, l'artisanat et la majorité de la population restent à convaincre de la nécessité à se doter du téléphone, souvent considéré coûteux.
Dans les années 1950, l'appareil bénéficie de plusieurs évolutions. Le cadran en Plexiglas prend place lui donnant un aspect transparent et une version fixe fait son apparition. Les modèles U43 « fixe » ne sont produits qu'en noir. Les modèles « mobile » sont aussi généralement de cette couleur, mais une version dite « de luxe » de teinte blanc-ivoire est proposée moyennant une surtaxe.
La sonnerie d'appel (fixée à un socle noir ou blanc-ivoire) sert au raccordement du poste U43 à la ligne téléphonique via un dispositif associant des fusibles et un parafoudre.
Remplaçant du M24, le U43 a laissé la place une vingtaine d'années plus tard au modèle dit S63. Les dernière versions ont d'ailleurs servi à expérimenter des coques en plastique dont les résultats ont été jugés concluants. Malgré la sortie du S63 en 1965, le U43 est resté utilisé jusque dans les années 1970 du fait que le réseau téléphonique n'est pas encore entièrement automatisé. Il déclinera à partir de 1980 au moment où commence la numérisation du réseau.